# Tractat de Versalles
|  | Per a altres significats, vegeu «Tractat de Versalles (desambiguació)». |

El Tractat de Versalles de 1919 va ser un intent de reconstrucció d'Europa després de la Primera Guerra Mundial. Després de sis mesos de negociacions a la Conferència de París de 1919, el Tractat fou signat com a culminació de l'Armistici de Compiegne de 1918, acordat amb Alemanya l'11 de novembre de 1918, amb el qual s'havia posat fi als combats. Va ser el tractat de pau més important, en què els aliats van acordar la pèrdua de les colònies alemanyes, la pèrdua de territoris de l'Imperi Otomà, cessions territorials que van suposar la reorganització política d'Europa; i la desmilitarització dels països centrals i el pagament de reparacions de guerra. Tot això en benefici dels vencedors. Les bases d'aquest tractats són els Catorze Punts del president nord-americà Woodrow Wilson, per mitjà dels quals es creava, a instàncies d'aquest, la Societat de Nacions, amb seu a Ginebra i que tenia com a principal objectiu la cooperació internacional i el sosteniment de la pau mitjançant el desarmament i l'arbitratge.
Els representants de la República de Weimar van ser obligats a signar el Tractat sota l'amenaça d'una represa del conflicte. El ministre alemany d'afers estrangers, Hermann Müller, va signar-lo el 28 de juny de 1919. El Tractat va ser ratificat per la Societat de Nacions el 10 de gener de 1920. A Alemanya, el Tractat causà commoció, generà un fort moviment contrari, i fou un dels factors que, anys després, acabà duent al col·lapse de la República de Weimar i a l'ascens d'Adolf Hitler al poder l'any 1933.
El Tractat va establir la creació de la Societat de Nacions, un dels majors objectius del president dels Estats Units Woodrow Wilson. La Societat de Nacions fou concebuda com una instància d'arbitratge de conflictes internacionals, la missió de la qual era evitar l'esclat de noves guerres. Al Tractat de Versalles, les exigències de França van prevaler sobre la doctrina dels 14 punts de Wilson.

## L'organització de la pau

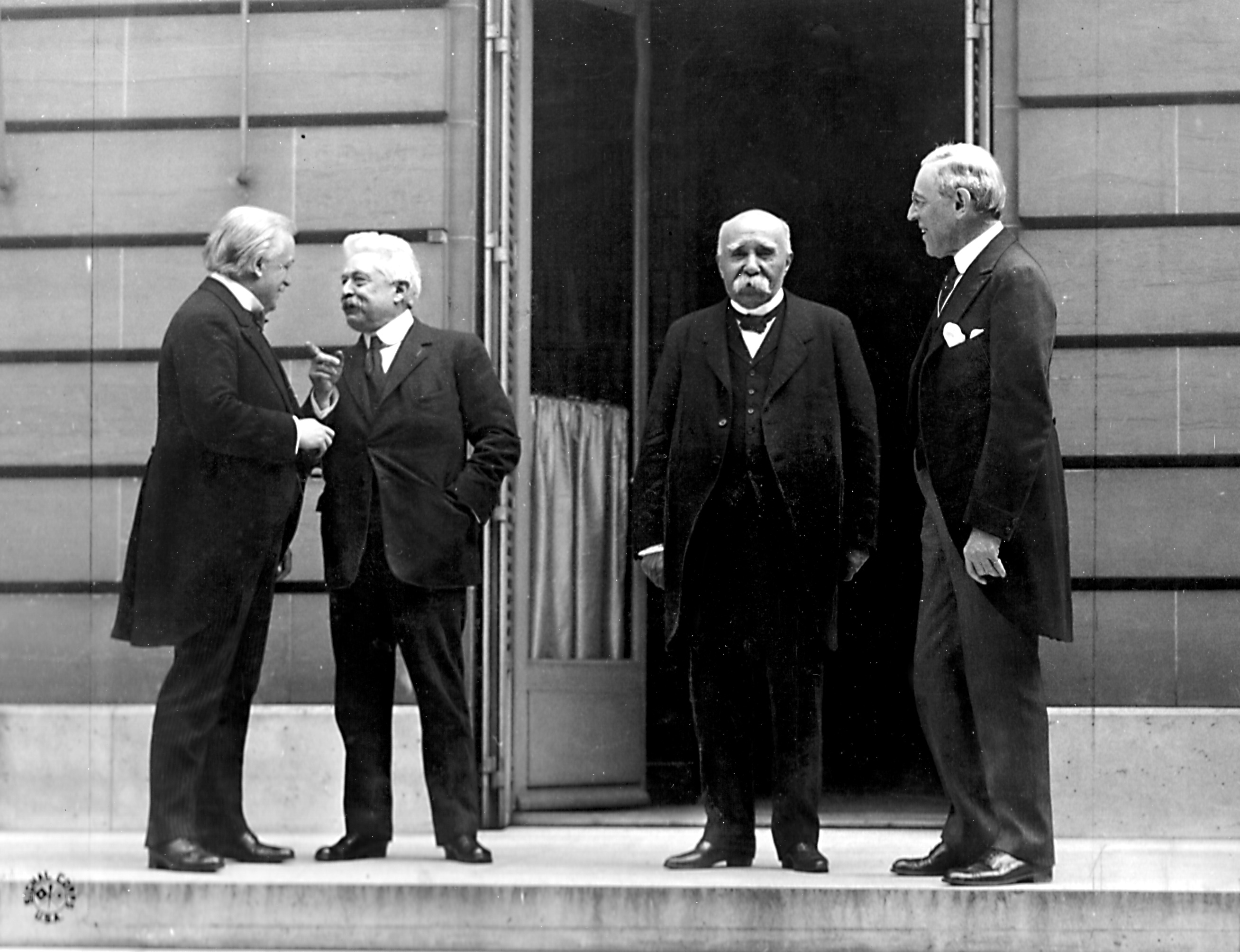
D'esquerra a dreta: David Lloyd George, primer ministre britànic; Vittorio Orlando, primer ministre italià; Georges Clemenceau, primer ministre francès i Woodrow Wilson, president dels EUA.

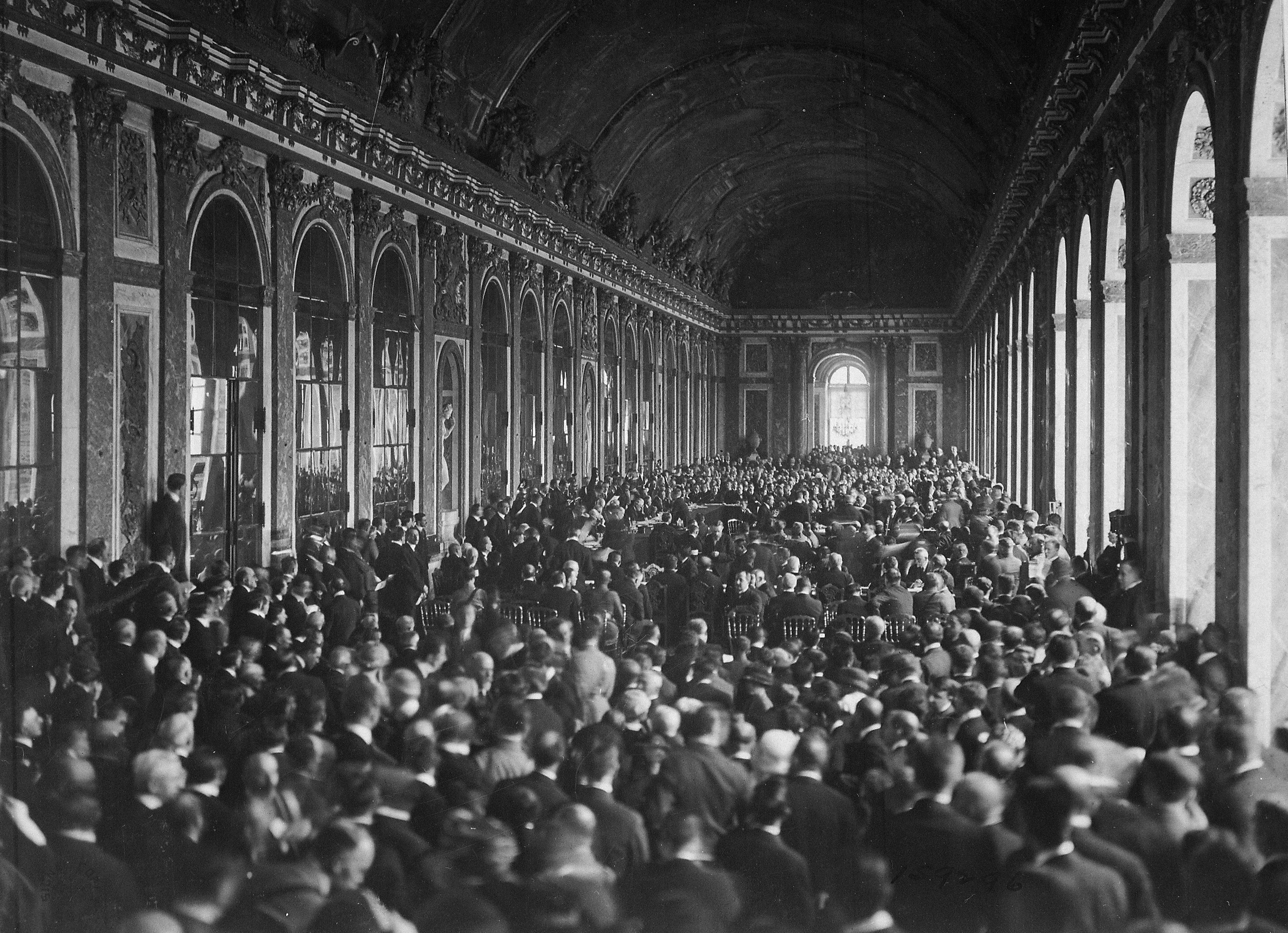
Moment de la signatura del tractat al Saló dels Miralls del Palau de Versalles.

En les negociacions del Tractat de Versalles tingueren un paper rellevant el primer ministre britànic Lloyd George, el primer ministre francès Georges Clemenceau, el president dels Estats Units Woodrow Wilson i Vittorio Orlando com a conseller d'Itàlia.
Clemenceau havia estat l'home de la resistència i ara és partidari d'un tracte dur amb els vençuts car durant la Primera Guerra Mundial, França havia patit unes pèrdues humanes estimades en 1.240.000 militars i 40.000 civils morts; a més, com una gran part de la guerra havia tingut lloc en territori francès, una gran part del país estava en ruïnes, amb danys a importants edificis històrics i infraestructures. Clemenceau volia, doncs, que els alemanys paguessin les reparacions de 750.000 cases i 23.000 fàbriques destruïdes durant la Guerra. A més, per evitar la reconquesta d'Alsàcia i Lorena, ocupades per Alemanya el 1871, Clemenceau va exigir la desmilitarització de Renània on haurien de patrullar tropes aliades; havia de ser la seva zona de seguretat; també exigí una reducció dràstica del nombre de soldats de l'exèrcit alemany i, com a part de les reparacions, obtenir el control de moltes fàbriques alemanyes. França, a més, com el Regne Unit, volia conservar el seu imperi colonial, i imposar bloqueigs marítims a Alemanya per controlar-ne les importacions i les exportacions.
El primer ministre britànic era conscient que si s'acceptaven totes les exigències franceses, França esdevindria molt poderosa a l'Europa Central; situació que trencaria l'equilibri de poders a Europa. Per això, Lloyd George volia que els alemanys paguessin però sense arribar a una hegemonia francesa a Europa; per altra banda, el govern britànic també es mostrava contrari a l'autodeterminació defensada per Woodrow Wilson, ja que, com els francesos, volia conservar el seu imperi colonial. Lloyd George també va acceptar els bloqueigs marítims contra Alemanya.
Finalment, Woodrow Wilson desitjava edificar les relacions internacionals sobre una base de comprensió i concòrdia; per això impulsava la creació de la Societat de Nacions. A més, Wilson defensava el concepte d'autodeterminació, que va encendre els sentiments patriòtics en països sotmesos al domini d'imperis. A l'empara del principi d'autodeterminació, es crearen nous estats a l'Europa de l'Est. Wilson no volia pas incrementar els territoris de Gran Bretanya, França o Itàlia; així, per exemple, es creà una Polònia independent posterior al Gran Alçament Polonès de Poznań i dels tres alçaments esdevinguts a l'Alta Silèsia. Els canvis de fronteres s'havien de dur a terme per agrupar minories nacionals dins del seu propi estat, especialment en aquelles nacions dominades per l'Imperi Austrohongarès o l'Imperi Otomà.
Al president Wilson no li interessava gaire una pau temporal. Segons el seu parer, són els experts i les comissions els que han de determinar la fixació de les fronteres, el pagament de les indemnitzacions de guerra i les reparacions, sobre la base dels principis estipulats en els catorze punts. Això és una feina complementària, que correspon als especialistes; mentre, la missió dels principals homes d'Estat ha de ser crear un nou projecte de futur, la unitat de les nacions, la pau eterna. En canvi, els aliats prefereixen arreglar les qüestions pràctiques, les fronteres, les indemnitzacions, tornar els homes encara armats a casa, estabilitzar les monedes, reactivar el comerç i les comunicacions. Així com Wilson en el fons no està interessat en la pau del moment, Clémenceau, Lloyd George i Sonnino, homes amb experiència tàctica i pràctica, són bastant indiferents envers les reclamacions de Wilson. Per motius polítics aplaudiren les reclamacions humanitàries i sentiren la força que un principi no egoista tindria sobre els seus pobles. Per això estaven disposats a discutir el seu projecte, amb certes reduccions i restriccions. Però primer la pau amb Alemanya per posar fi a la guerra i després ja vindria la tesi de Wilson. perquè Alemanya és culpable: amb la invasió de Bèlgica ha violat brutalment el dret internacional.
Per tant, en aquesta conferència hi ha dues visions, dos tractats completament diferents. Una es fonamenta en la pau immediata, que ha de posar fi a la guerra amb l'Alemanya vençuda, que s'ha rendit, i l'altra és la pau del futur, que ha d'evitar la guerra per sempre més. Per una banda, la pau estricta, segons el vell model; i per l'altra, la pau del nou Covenant, el conveni, de Wilson, que pretén fundar la Societat de Nacions. Ras i curt, França volia venjança, el Regne Unit volia una Alemanya relativament forta per fer de contrapès als francesos a l'Europa Continental, i el president dels Estats Units la creació d'una pau permanent.
En la primera sessió plenària, el 18 de gener, només s'especifica de manera teòrica que el conveni de Wilson ha de ser una part essencial del tractat de pau general. Encara no es redacta el document. Passa un mes d'agitació terrible a Europa. No és fins al 14 de febrer de 1919, tres mesos després de l'armistici, que Wilson pot presentar el seu conveni de forma definitiva, el qual s'aprova unànimement. L'endemà Wilson torna a Amèrica per presentar als seus electors i compatriotes la Carta Magna de la pau. A Amèrica, els seus adversaris polítics, que ja pensen en les següents eleccions presidencials, acusen a Wilson d'haver unit políticament de manera massa estreta el nou continent amb el continent europeu i d'haver infringit un polític bàsic de la política nacional, la doctrina Monroe. Així doncs, exhaust encara per les negociacions europees, Wilson ha de començar noves discussions tant amb els membres del seu propi partit com amb els seus contrincants polítics. La primera escletxa de l'edifici del nou pacte és la clàusula per a la retirada d'Amèrica de l'aliança, mitjançant la qual podria abandonar-la en qualsevol moment.
A Europa, els generals i els mariscals vencedors, que durant quatre anys han estat el centre d'interès, exigeixen amb amenaces el rearmament en comptes del desarmament de Wilson, noves fronteres i garanties estatals en comptes de la solució supranacional. Segons el seu parer, només es pot garantir el benestar d'un Estat si s'arma el mateix exèrcit i es desarma el de l'enemic i no amb catorze punts. Darrere dels militaristes, pressionen els representants dels grups industrials, que mantenien en marxa les seves empreses bèl·liques, i els intermediaris, que volien guanyar diners amb les reparacions de guerra. Els diplomàtics, sempre amenaçats pels partits de l'oposició, estaven cada vegada més indecisos. Cadascun d'ells vol ampliar el seu Estat amb un bon tros de terra.
Mentrestant, cossos de voluntaris organitzats avancen per l'est europeu i ocupen territoris. Regions senceres encara no saben a quin Estat pertanyen ni a quin pertanyeran. Després de quatre setmanes encara no s'ha rebut a la delegació alemanya ni a l'austríaca. Darrere les fronteres que no s'han traçat, els pobles s'impacienten. Hi ha indicis clars que Hongria i Alemanya, desesperades, es poden posar en mans dels bolxevics revolucionaris. Els diplomàtics pressionaven, doncs, perquè s'arribés ràpidament a algun resultat, a un acord, just o injust, i perquè s'eliminessin qualsevol obstacle, inclòs el conveni proposat pel president Wilson.
Però Wilson no vol recular. Sobretot no vol concedir el Saarland a França perquè creu que aquesta primera ruptura de la self-determination, l'autodeterminació, serà un mal exemple per a la resta de pretensions. De fet, els representants italians senten que totes les seves reivindicacions pels territoris de Fiume i Dalmàcia estan lligades a aquesta primera ruptura. Des d'Hongria avança el bolxevisme, i els aliats argumenten que aviat inundarà el món sencer. El 5 d'abril el comunisme aconsegueix el poder a Baviera, a Múnic es proclama la república dels consells d'obrers, i en qualsevol moment s'hi pot afegir Àustria, mig morta de fam i encerclada per una Baviera i una Hongria bolxevics.
El president Wilson ha de triar: aixecar-se de la conferència i abandonar-la, mantenint però els seus principis; o bé acceptar concessions en els seus postulats. La quimera d'un món més humà començà a esvair-se amb la renúncia del president Wilson a una pau justa. El 15 d'abril de 1919 es trenca la negativa a donar el Saarland als francesos; i de retruc Fiume als italians, acceptar el desmembrament de Turquia i un intercanvi de pobles:
| « | Per fi –un dia fatídic per a la història-, el 15 d'abril, Wilson, a contracor i amb mala consciència, accepta les pretensions militars de Georges Clemenceau sensiblement rebaixades: el Saarland no es lliurarà per sempre sinó només durant quinze anys. S'ha tancat el primer acord per part del qui fins ara havia estat intransigent. L'endemà al matí, l'actitud de la premsa de París canvia com per art de màgia. Els diaris, que ahir encara l'acusaven de dificultar la pau, de destruir el món, ara l'exalcen com l'home d'Estat més savi del món. Però Wilson, en el fons de la seva ànima, aquesta lloança li crema com un retret. Sap que potser ha salvat la pau, la pau del moment, però que la pau duradora en l'esperit de la reconciliació, l'única salvadora, s'ha perdut, s'ha dissipat... Una oportunitat única, potser la més decisiva de la història, s'ha desaprofitat d'una manera lamentable. | » |

El resultat fou un compromís que no va satisfer ningú, especialment al president nord-americà. I amb Alemanya no es va arribar ni a la reconciliació ni a la destrucció, la qual cosa resultà perjudicial per al futur d'Alemanya, d'Europa i del món sencer. El Tractat de Versalles afeblí l'economia alemanya a principis dels anys 20 i la feu vulnerable pels efectes de la Gran Depressió que començà el 1929. Tot plegat afavorí l'ascens del Nacionalsocialisme. Les reparacions de guerra van fracassar també en els seus propòsits punitius, ja que Alemanya deixà de pagar molts dels seus préstecs a l'estranger, així no completà el pagament de les indemnitzacions.

## La qüestió alemanya[8]

### Clàusules Territorials

Alemanya després del Tractat:
Administrat per la Societat de Nacions
Annexió pels països veïns
República de Weimar

El punt més important era l'ocupació francesa de l'esquerra del riu Rin. Les més grans discussions es produïren al voltant del Saarland. Els francesos aportaren arguments històrics, econòmics i estratègics per quedar-se'l, però americans i anglesos no desitjaven una nova reivindicació nacionalista. Per aquest motiu s'arribà a una solució de compromís: el govern de França no obtenia la propietat definitiva però sí un usdefruit durant 15 anys; una part de la producció del Saarland seria destinada al Tresor de França.
Una altra qüestió decisiva es referia a Àustria: desmembrat l'imperi calia preguntar-se si podria unir-se a Alemanya. A Viena el partit socialista donava suport a aquesta pretensió; americans i anglesos acceptaren en principi l'opció, però els governs francès i italià s'hi van oposar amb energia. L'article 88 del Tractat de Versalles prohibeix a Àustria alienar la seva sobirania i en conseqüència, unir-se a Alemanya. Són articles que vint anys després conculcarà Hitler.
Altres decisions territorials són la devolució d'Alsàcia i Lorena a França. Aquests territoris foren conquerits per França a principis del segle xviii però amb una població majoritàriament alemanya que el 1871 foren annexionats per Otto von Bismarck. Aquests territoris ocupaven una superfície de 14.522 km² i tenien 1.815.000 habitants l'any 1905.
Eupen i Malmedy se cedeixen a Bèlgica. La regió de Soldau a la Prússia Oriental (amb una estació de tren de la línia Varsòvia-Gdańsk) se cedeix a Polònia. La ciutat de Danzig (actualment Gdańsk) és declarada ciutat lliure sota control de la Societat de Nacions i parcialment sota autoritat polonesa.

### Clàusules econòmiques
Un segon tipus de clàusules foren les econòmiques. Provisionalment es fixà en concepte de reparacions una xifra de 220 mil milions de marcs d'or, quantitat altíssima que provocà la protesta d'economistes com Keynes i dels Estats Units. En aquest punt el govern francès fou intransigent. Una comissió especial determinaria l'any 1921 la quantitat definitiva i la forma de pagament. En dates posteriors aquesta quantitat hagué de ser reduïda. El 1921 la suma fou rebaixada a 132 mil milions de marcs d'or, que encara va semblar astronòmica a molts observadors alemanys, tant per la quantitat mateixa com pel fet que els terminis imposats obligaven a estar pagant el deute fins a 1987. Els problemes econòmics ocasionats pels pagaments i el ressentiment alemany per la seva imposició, que a Alemanya foren un tema d'agitació nacionalista, sovint es mencionen com a les causes del fracàs de la República de Weimar, l'ascens d'Adolf Hitler i l'esclat de la Segona Guerra Mundial.

### Condicions militars
Les dures condicions imposades a Alemanya en qüestions militars derivaven de l'esperit de venjança francès nascut després de la derrota a la Guerra francoprussiana, el 1871. Per altra banda, el gran nombre de víctimes i els greus danys econòmics provocats per la guerra, que s'havia desenvolupat en territori francès, van generar a França el temor d'una nova agressió alemanya i n'accentuaren el revengisme. Per aquests motius l'exèrcit alemany fou reduït a 100.000 homes, sense tancs ni artilleria pesant; aquest homes serien allistats durant dotze anys i els oficials durant vint-i-cinc, de forma que s'aconseguís que només un nombre limitat d'homes rebés instrucció militar. No havia d'existir a Alemanya cap servei militar obligatori com tampoc no havia d'haver-hi un Estat Major Alemany. S'ordenà el lliurament de la flota de guerra alemanya, però els mateixos mariners preferiren enfonsar-la. Posteriorment, la marina fou reduïda a 15.000 homes sense submarins i amb només sis vaixells de guerra, de menys de 10.000 tones, sis creuers i dotze destructors. A més, Alemanya no podia tenir una aviació de guerra pròpia.

### Reparacions de Guerra i Clàusula de Culpabilitat
L'article 269 del Tractat la clàusula esmenta la culpabilitat de la Guerra. Es fa responsable única a Alemanya de tots els danys i pèrdues patits pels aliats durant la Gran Guerra. Aquesta clàusula de culpabilitat fou la base per a les indemnitzacions de la guerra i es pot interpretar com una dura humiliació per a Alemanya cosa que després portarà a l'ascens de moviments com el nacionalsocialisme al país.

## Altres temes de debat
És el moment del sorgiment d'antigues minories nacionals: apareixen nous Estats com Polònia, Iugoslàvia, Hongria (separada d'Àustria), Txecoslovàquia i els Estats bàltics.

Mapa d'Europa (1923) que mostra els canvis territorials profunds deguts al tractat de pau de 1919. Quatre imperis autoritaris s'han esfondrat,: l'Imperi dels tsars es transforma en la Rússia comunista, l'Imperi Otomà es redueix a Turquia, l'Imperi Austrohongarès és desmantellat i dona peu al naixement de les minúscules Àustria i Hongria, i d'una Txecoslovàquia i una Iugoslàvia independents. La part més dura és pel segon Reich, ja que el Tractat de Versalles disminueix Alemanya en el pla territorial, el manté tallat en dos pel corredor polonès, es troba desmilitaritzat, amb les seves colònies confiscades, supervisat pels guanyadors, condemnat a pagar enormes compensacions i tractat com a responsable del conflicte.

La resurrecció de la nacionalitat de Polònia plantejà força problemes. L'accés al mar s'aconseguí amb el passadís de Danzig, però deixà una dificultat nova a Alemanya: l'aïllament de Prússia Oriental. El disseny de les fronteres poloneses causà problemes continus: es decidí integrar a Polònia aquells territoris on dos terços de la població fossin polonesos, però hi havia casos on no era fàcil determinar-ho, com en el cas de l'Alta Silesia, reclamada pel govern alemany amb argumentació històrica i econòmica –la necessitaven per fer front a les reparacions de guerra- però fou integrada a Polònia per raons demogràfiques. Poznań i Pomerània Oriental (Prússia Occidental) fou cedida a la nova Polònia independent. En canvi Hlucinsko, a la regió de l'Alta Silèsia, passà a Txecoslovàquia; Polònia invocà el principi de nacionalitat, el 55% de la població era polonesa, mentre Txecoslovàquia el dret històric, car sempre havia estat una zona integrada als estats centreeuropeus. Però darrere d'una i altra opció s'amaguen interessos econòmics, el control del ferrocarril i una conca minera.
A la mar Adriàtica es concedeix a Itàlia: parts de la regió d'Ístria, Trieste i Dalmàcia amb població italiana i la vall de Tirol del Sud, on també viuen 200.000 habitants de llengua alemanya. Però el govern italià també reivindica Fiume (Rijeka) i l'ocupa mitjançant una expedició del nacionalista Gabriele d'Annunzio, però se l'obligà a abandonar la ciutat. Tot plegat generà un profund rebuig a Alemanya. A Itàlia tingueren la sensació de ser el parent pobre. França aconseguí totes les concessions territorials, però és ben viva la por a una revenja d'Alemanya. Els Estats Units no ratificaren oficialment el Tractat de Versalles ja que, després de les eleccions de 1918, els republicans van aconseguir la majoria al Senat dels Estats Units, des d'on van bloquejar la signatura del Tractat dues vegades el 19 de març de 1920, perquè alguns defensaven el tradicional aïllacionisme americà i s'oposaven a la Societat de Nacions i d'altres blasmaven les excessives reparacions de guerra imposades a Alemanya. Per això, els EUA no van adherir-se mai a la Societat de Nacions i, en canvi, signaren un tractat per separat amb Alemanya: el Tractat de Berlín de 1921, que confirmà els deutes de reparacions de guerra i d'altres clàusules del Tractat de Versalles però ometent les mencions a la Societat de Nacions. En general la situació internacional no fou la de començament d'un període de pau, sinó encara, durant molts anys, la de la fi d'una guerra, amb actituds de desconfiança, revenja i acusacions.

## Les fissures del Tractat
Les clàusules del Tractat, en teoria, perduren vint anys, fins a l'esclat de la Segona Guerra Mundial, però van ser gradualment desmuntades, primer les econòmiques i les polítiques referents a Alemanya, després les territorials. La lletra de Versalles, contra allò que havia propugnat Woodrow Wilson i Lloyd George, estava mancada de qualsevol mena d'esperit de col·laboració amb els vençuts. El primer ministre anglès, en un memoràndum, va assegurar que unes condicions excessivament costoses no serien acceptades per cap govern alemany. Amb altres arguments, John Maynard Keynes, a Les conseqüències econòmiques de la pau (1920) es queixa als aliats de l'enfonsament germànic. Malgrat l'obsessió del Tractat pels «Estats tap», els polítics francesos estimaven que a Versalles s'havia configurat un mapa polític europeu poc consistent, i Charles Benoist i Franklin Bouillon van denunciar en el Parlament la balcanització de l'Europa del Danubi, fet que podia provocar la desarticulació de l'Imperi Austrohongarès i una futura política expansionista d'Alemanya, opcions que, efectivament, Hitler es va encarregar de demostrar en els anys 30.
D'altra banda, la resistència del Senat nord-americà a acceptar la política exterior de Wilson va deixar la Societat de Nacions sense el seu patrocinador principal. L'abnegat home d'Estat va recórrer els Estats Units per aconseguir el suports, però al president li va mancar la unanimitat del partit Demòcrata dels Estats Units i no va aconseguir la majoria de dos terços necessària. Rússia va ser un altre estat absent, ja que el nou règim revolucionari va ser exclòs de les converses i van quedar sense definir les fronteres orientals amb Polònia, que només van quedar ambiguament delimitades. El president Woodrow Wilson no va renunciar a la gestió diplomàtica i va enviar a Moscou a un dels seus experts, William Bullit, per indagar les condicions necessàries per integrar els russos en el nou ordre polític i econòmic internacional. Però Lenin va exigir que prèviament s'havia de produir la retirada dels contingents aliats que intervenien en la Guerra Civil Russa, demanda que va impossibilitar un acord. A més, els moviments comunistes, en alguns Estats del centre d'Europa, van incrementar la sensació d'amenaça de revolució mundial i van acabar frustrant qualsevol gest d'apropament a Moscou.
L'absència dels Estats Units i de Rússia va debilitar la Societat de Nacions. Els alemanys no poden acceptar aquella pau excessivament unilateral, i la crisi econòmica de 1921 va demostrar, com havia pronosticat Keynes, que l'empobriment d'Alemanya era el pròleg de l'empobriment d'Europa.
El 2 de juliol de 1921, el president dels Estats Units Warren G. Harding va signar la Resolució Knox-Porter, que havia estat aprovada pel Congrés dels Estats Units i va posar fi a l'estat de guerra entre els Estats Units i Alemanya, Àustria i Hongria, validant el Tractat de Berlín de 1921 tot establint el terreny per a la pau bilateral, en els termes del Tractat de Versalles, però excloent les provisions relacionades amb la Societat de Nacions.

## Avaluacions històriques

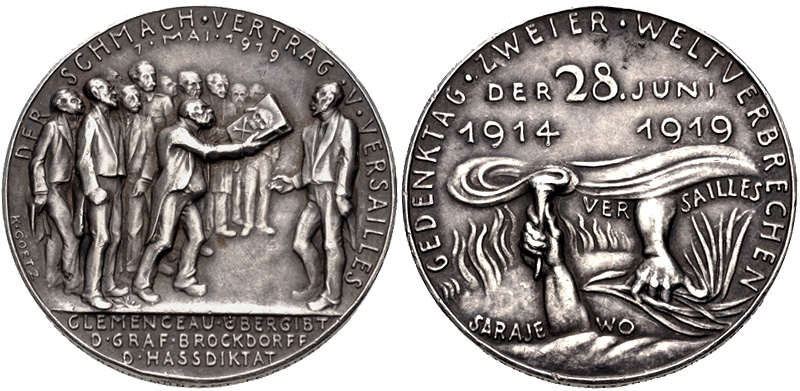
Medalla del 10è aniversari del Tractat de Versalles, 28 de juny de 1919. Alemanya, República de Weimar. 1918-1933.

D'acord amb David Stevenson, a partir de l'obertura dels arxius francesos, la majoria dels comentaristes han destacat la contenció i raonabilitat de França a la conferència.
Al seu llibre Les conseqüències econòmiques de la pau, Keynes es refereix al Tractat de Versalles com la pau cartaginesa, un equivocat intent de destruir a Alemanya en nom del revengisme francès, en comptes de seguir els principis més justos per a una pau duradora que figura als Catorze punts de Wilson, que Alemanya havia acceptat en l'armistici. Ell va declarar: "Crec que la campanya per assegurar d'Alemanya les despeses generals de la guerra va ser un dels actes més greus de manca de saviesa política per la qual els nostres homes d'Estat han estat sempre responsables". Keynes havia estat el principal representant del Tresor britànic a la Conferència de Pau de París, i utilitza al seu apassionant llibre arguments que ell i altres (inclosos alguns funcionaris dels Estats Units) van utilitzar a París Ell pensava que les sumes que es demanaven d'Alemanya en les reparacions eren moltes vegades més del que era possible que a Alemanya pagués, i que aquests produirien una inestabilitat dràstica
Vull contrastar els principis enunciats als Catorze Punts, amb el grau en que aquests principis estan recollits als eventuals Tractats de Pau. El nostres pactes de pau no han arribat obertament: poques vegades ha estat tant mantingut el secret en qualsevol reunió diplomàtica. La llibertat dels mars no estava assegurada. Tan aviat el Lliure Comerç s'establia a Europa, un conjunt de barreres tarifaries s'aixecaven, més grans i més nombroses que qualsevol altre coneguda fins llavors. Els armaments nacionals no s'han reduït. Les colònies alemanyes es van repartir entre els vencedors d'una manera que no era ni lliure, ni de ment oberta, ni imparcial. Els desitjos, per no parlar dels interessos, de les poblacions eren (com al Sarre, Shantung i Síria) flagrantment desconsiderades. Rússia no va ser rebuda a la Societat de Nacions, ni se li concedeix total llibertat per desenvolupar les seves pròpies institucions. Les fronteres d'Itàlia no es van ajustar al llarg de les línies de la nacionalitat. Les porcions turques de l'Imperi Otomà no va proporcionar una sobirania segura. Els territoris de Polònia inclouen a moltes persones que indiscutiblement no són polonesos. La Societat de Nacions, a la pràctica, no ha estat capaç d'assegurar la independència política de les nacions grans i petites per igual. Les províncies i els pobles van ser, de fet, tractats com a peons i peces d'un joc. Els assentaments territorials, en gairebé tots els casos, es basaven en mers ajustos i compromisos entre les pretensions dels estats rivals. Els elements de discòrdia i antagonisme van perpetuar, de facto. Fins i tot el vell sistema de tractats secrets no va ser totalment i universalment destruït. De les 23 condicions del president Wilson, només quatre es poden considerar, amb exactitud, que s'han incorporat als Tractats de Pau
L'economista de la França Lliure Etienne Mantoux va rebatre aquesta anàlisi. Durant la dècada de 1940, de Mantoux va escriure un llibre publicat pòstumament titulat La pau cartaginesa, o les conseqüències econòmiques de Mr Keynes en un intent de refutar les al·legacions de Keynes.
Més recentment, s'ha argumentat (per exemple, per l'historiador Gerhard Weinberg en el seu llibre Un món en armes) que el tractat era en realitat molt avantatjós per a Alemanya. El Reich de Bismarck es va mantenir com una unitat política en comptes de ser trencat, i Alemanya va escapar en gran manera després de la guerra d'una ocupació militar (en contrast amb la situació posterior a la Segona Guerra Mundial). En un assaig de 1995, Weinberg va assenyalar que amb la desaparició de l'Imperi Austrohongarès i Rússia, amb la retirada d'Europa, Alemanya era el poder dominant a l'Europa de l'Est Weinberg va escriure que, atès que tan sols 21 anys després de Versalles, Alemanya havia conquistat més terres de les que tenia el 1914, és molt qüestionable que Versalles fos una cosa dura i aclaparadora pels alemanys, com deien que era. A l'obra de 1995 Weinberg va afegir posteriorment que, en contra de la idea que les pèrdues de territori que Alemanya va patir el 1919 varen provocar el Tercer Reich el 1933. Argumentava que, si aquest hagués estat el cas, llavors les pèrdues territorials encara més grans que Alemanya va sofrir després de 1945 haurien d'haver provocat un Quart Reich. Weinberg sarcàsticament comentava que aquells que afirmaven que les pèrdues territorials d'Alemanya va patir el 1919 va provocar el nacionalsocialisme no han explicat per què - les pèrdues encara majors territorials d'Alemanya va patir el 1945 no va comportar un retorn dels nazis, ja que la lògica dictaria si fos cert.
L'historiador militar britànic Correlli Barnett va afirmar que el Tractat de Versalles era "molt indulgent en comparació amb les condicions de pau que la mateixa Alemanya, quan estava esperant per guanyar la guerra, havia tingut en compte per imposar als aliats". D'altra banda, segons ell, era "a penes una estirada d'orelles" quan es contrasta amb el Tractat de Brest-Litovsk que Alemanya havia imposat en una derrota a Rússia el març de 1918, que s'havia tret un terç de la població de Rússia (encara que d'origen ètnic no rus), la meitat de les empreses industrials de Rússia i nou desenes parts de les mines de carbó de Rússia, juntament amb una indemnització de sis mil milions de marcs Amb el temps, fins i tot en els "cruels" termes del Tractat de Versalles, l'economia alemanya havia restaurat al seu estat anterior a la guerra.
Barnett afirma també que en termes estratègics Alemanya va estar, de fet, en una posició superior a conseqüència del Tractat del que havia estat el 1914. Les fronteres orientals d'Alemanya tocaven Rússia i Àustria, que en el passat havien equilibrat el poder alemany. No obstant això, Barnett afirma que, pel fet que l'imperi austríac es va fracturar després de la guerra en parts més petites, els estats més febles i Rússia varen ser sacsejats per la revolució i la guerra civil; el recentment restaurat estat de Polònia no va ser rival ni tan sols per una Alemanya derrotada. Cap a Occident, Alemanya va ser equilibrada només per França i Bèlgica, els quals eren més petits en població i menys intensius econòmicament que Alemanya. Barnett conclou dient que, en comptes de debilitar Alemanya, el Tractat "va enfortir" el poder alemany. En opinió de Barnett, Gran Bretanya i França haurien d'haver "dividit i debilitat de forma permanent" Alemanya per a desfer el treball de Bismarck i partir Alemanya en estats més petits i més febles, de manera que mai podrien haver pertorbar la pau d'Europa de nou. En no fer això i, per tant, no resoldre el problema del poder alemany i restaurar l'equilibri d'Europa, Gran Bretanya "havia fracassat en el seu principal objectiu en participar en la Gran Guerra".
L'historiador britànic de l'Alemanya moderna, Richard J. Evans, va escriure que el dret alemany estava compromès a un programa annexionista d'Alemanya per annexionar-se la major part d'Europa i Àfrica durant la guerra i en alguns casos abans de 1914. Cap tractat de pau que no deixés a Alemanya com el conqueridor hauria estat inacceptable per a ells. A falta que Alemanya pogués mantenir totes les conquestes del Tractat de Brest-Litovsk, Evans va al·legar que no hi havia res que pogués haver fet per convèncer la dreta alemanya a acceptar Versalles. Evans va assenyalar a més que els partits de la "coalició de Weimar", és a dir, l'SPD, el DDP i el Centre Catòlic varen estar oposats a Versalles, i és un error pensar, com ho han fet alguns historiadors, que l'oposició a Versalles també va igualar l'oposició a la república de Weimar. Finalment, Evans al·legava que no era cert que Versalles va provocar la fi de Weimar, sinó que, al seu parer, fou la Gran Depressió de la dècada de 1930 la que va posar fi a la democràcia alemanya, i que Versalles no era la "causa principal" del nacionalsocialisme i l'economia alemanya va ser "només una mica influenciada per l'impacte de les reparacions".
Eric Hobsbawm ha argumentat que els catorze punts de Wilson, en particular el principi d'autodeterminació nacional, eren sobretot mesures contra l'esquerra, destinades a domar la febre revolucionària que recorria tot Europa arran de la Revolució d'Octubre de 1917 i el final de la guerra per jugar la carta nacionalista.